# Middes

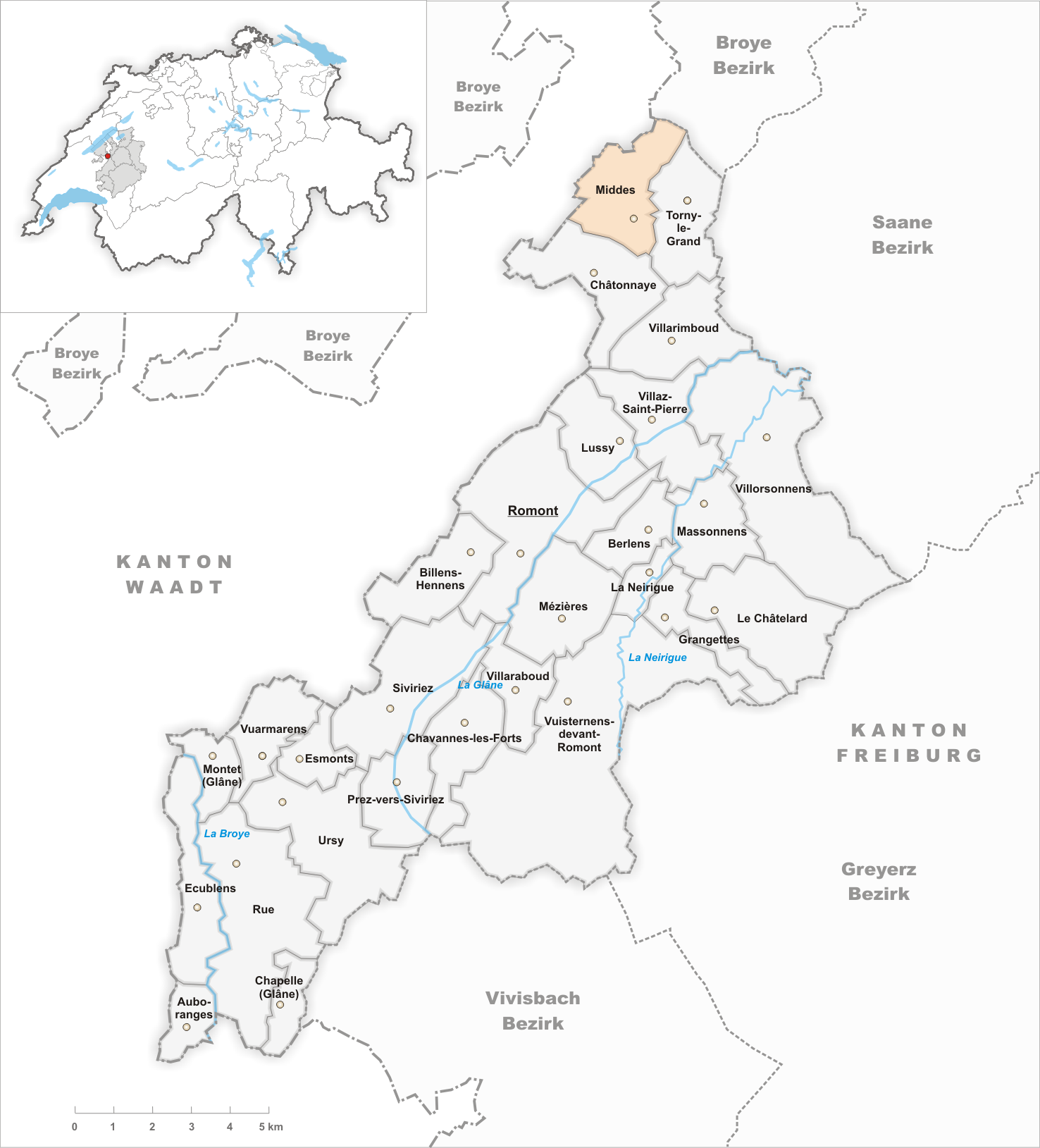
Gemeindestand vor der Fusion am 1. Januar 2004

Middes (Freiburger Patois Medèⓘ) ist eine Ortschaft und früher selbständige politische Gemeinde im Distrikt Glâne des Kantons Freiburg in der Schweiz. Am 1. Januar 2004 fusionierte Middes zusammen mit Torny-le-Grand zur neuen Gemeinde Torny.

## Geographie
Middes liegt auf 705 m ü. M., acht Kilometer nordnordöstlich des Bezirkshauptortes Romont (Luftlinie). Das Dorf erstreckt sich auf einem breiten Höhenrücken an aussichtsreicher Lage am Ostrand des mittleren Broyetals, auf dem Molasseplateau des Freiburger Mittellandes. Die ehemalige Gemeindefläche betrug rund 5,2 km². Das Gebiet erstreckte sich vom Wald Bois de la Cigogne (662 m ü. M.) über den gegen das Broyetal hin geneigten Hang und den Höhenrücken von Middes (auf dem Maumont 732 m ü. M.) bis zur Höhe von La Brévire.

## Bevölkerung
Mit 331 Einwohnern (2002) zählte Middes vor der Fusion zu den kleinen Gemeinden des Kantons Freiburg. Zu Middes gehören die Weiler Torny-le-Petit (656 m ü. M.) auf einer Anhöhe über dem Broyetal und Le Rialet (673 m ü. M.) im Quellgebiet der Bioleyre sowie einige Einzelhöfe.
Einwohnerzahlen: Volkszählungsdaten

## Wirtschaft
Middes war bis in die zweite Hälfte des 20. Jahrhunderts ein vorwiegend durch die Landwirtschaft geprägtes Dorf. Noch heute haben die Milchwirtschaft, die Viehzucht und in geringerem Mass der Ackerbau einen wichtigen Stellenwert in der Erwerbsstruktur der Bevölkerung. Einige weitere Arbeitsplätze sind im lokalen Kleingewerbe (unter anderem in einem Betrieb der Baubranche) und im Dienstleistungssektor vorhanden. In den letzten Jahrzehnten hat sich das Dorf dank seiner attraktiven Lage auch zu einer Wohngemeinde entwickelt. Viele Erwerbstätige sind deshalb Wegpendler, die hauptsächlich in den Regionen Freiburg und Payerne arbeiten.

## Verkehr
Das Dorf liegt abseits der grösseren Durchgangsstrassen an einer Verbindungsstrasse von Payerne nach Châtonnaye. Durch den Postautokurs, der von Romont nach Avry verkehrt, besitzt Middes einen Anschluss an das Netz des öffentlichen Verkehrs.

## Geschichte
Die erste urkundliche Erwähnung des Ortes erfolgte bereits im Jahr 930 unter dem Namen Mildes. Später erschienen die Bezeichnungen Mides (1212), Middes (1218) und auch noch Migdes im 13. Jahrhundert. Seit dem Mittelalter gehörte Middes zur Herrschaft Montagny, welche unter der Oberhoheit der Grafen von Savoyen stand. Mit dieser kam es nach den Burgunderkriegen 1477 an Freiburg, das die Herrschaft in eine Vogtei umwandelte.
Nach dem Zusammenbruch des Ancien Régime (1798) gehörte Middes während der Helvetik bis 1803 zum Distrikt Payerne. Danach wechselte das Dorf zum Bezirk Montagny und 1830 zum Bezirk Dompierre, bevor es 1848 in den Bezirk Glâne eingegliedert wurde.
Im Rahmen der vom Kanton Freiburg seit 2000 geförderten Gemeindefusionen sollten Middes, Torny-le-Grand und Châtonnaye zusammengelegt werden. Da sich die Bewohner von Châtonnaye der Fusion widersetzten, trat mit Wirkung auf den 1. Januar 2004 nur die Fusion von Torny-le-Grand und Middes zur neuen Gemeinde Torny in Kraft.

## Sehenswürdigkeiten
Das im 16. Jahrhundert erbaute ehemalige Schloss von Middes dient heute als Bauernhaus. Es besitzt einen polygonalen Treppenturm, Kreuzstockfenster und ein auf 1676 datiertes Portal. Nahe diesem Schloss befindet sich der stattliche Herrensitz Griset de Forel, der 1749 für den Vogt von Bulle errichtet wurde. Die Anlage ist von einem englischen Garten umgeben.